# Rhinecanthus cinereus
Rhinecanthus cinereus (лат.) — вид морских лучепёрых рыб из семейства спинороговых отряда иглобрюхообразных.
Максимальная длина тела 16,5 см. Обитает в западной части Индийского океана: Реюньон и Маврикий; обнаружен также у Мальдивских островов. Тропическая рыба, обитает на коралловых рифах. Вид вне опасности, он безвреден для человека, объектом промысла не является.